# Jachinek Rudolf
Jachinek Rudolf (Győr, 1937. március 4.) magyar színész, rendező.

## Életpályája
1957–1962 között a győri Kisfaludy Színház tagja volt. 1962–1963 között az egri Gárdonyi Géza Színházban dolgozott. 1963–1967 között a kaposvári Csiky Gergely Színházban tevékenykedett. 1967–1972 között a debreceni Csokonai Színház tagja volt. 1971–1977 között a Kossuth Lajos Tudományegyetem Bölcsészettudományi Karának filozófia-történelem szakos hallgatója volt. 1972–1999 között a Szegedi Nemzeti Színház tagja volt, mint segédszínész, színész és rendező. 1986–1994 között a Színházi Dolgozók Szakszervezetének alelnöke, 1994–1999 között elnöke volt. 1994-ben a Nemzeti Demokrata Szövetség országgyűlési képviselőjelöltje volt. 1999 óta ismét a győri Kisfaludy Színház tagja.

## Színházi munkái

### Színészként
A Színházi Adattárban regisztrált bemutatóinak száma 134.
| - Kálmán Imre: Bajadér....Szárnysegéd - Gogol: A revizor....Miska; Rendőrkapitány - Kohout: Ilyen nagy szerelem....Král - Jókai-Török: Szeretve mind a vérpadig....Bornemissza - Mauclair: Ottó bácsi....Bobby Black - Kornyejcsuk: A hajóraj pusztulása.... - Kálmán Imre: Az ördöglovas....Réthy - Hervé: Nebáncsvirág....Róbert hadnagy - Jacobi Viktor: Sybill....II. tiszt; Futár - Dunajevszkij: Szabad szél....Matróz - Madách Imre: Az ember tragédiája....2. Polgár; Egy sansculotte; 1. munkás; Cassius; 2. árus - Audran: A kolostor babája....Agnelet - Móricz Zsigmond: Úri muri....Kondás - Miljutyin: Juanita csókja....Második rendőr - William Shakespeare: Macbeth....Hírnök - Millöcker-Mackeben: Dubarry....Pierre - Victor Hugo: A királyasszony lovagja....D'Alba gróf; Priego márki - Tokaji György: Madárijesztő....Bálint - Brecht: Koldusopera....Fűrész Róbert - Huszka Jenő: Mária főhadnagy....Raksányi jurátus - Szophoklész: Aias.... - Schiller: Stuart Mária....O'Kelly; Aubespine gróf - Jókai-Földes: A kőszívű ember fiai....Goldner Fritz - Kálmán Imre: Csárdáskirálynő....Endrei; Lazarevics - Strauss: Mesél a bécsi erdő....Pincér - William Shakespeare: Antonius és Cleopatra....I. katona - Fehér Klára: Kevés a férfi....Árus - Ábrahám Pál: Bál a Savoyban....Maurice - Gergely Sándor: Vitézek és hősök....I. katona - Choinski: Éjszakai történet....Kowalski kollégája - Zerkovitz Béla: Csókos asszony....Lakáj; Salvator - Ágoston-Veress: Amerikából jöttem....Börtönőr - Szirmai Albert: Mágnás Miska....Cigány - Lehár Ferenc: Luxemburg grófja....Főpincér - William Shakespeare: Othello....Ciprusi nemes - Kövesdi Nagy Lajos: Szegény kis betörő....Pincér - Euripidész: Élektra....Püladész - Dürrenmatt: A milliomosnő látogatása....Vonatvezető - Görgey Gábor: Rokokó háború....E lakáj - Pirandello: Hat szereplő szerzőt keres....A fiatal színész - Kerekes Imre: Hadifogoly színjátszóink előadják Kapaszkodj Malvin, jön a kanyar címmel egy háborús esemény hiteles történetét, az igazságnak megfelelően, azzal a szándékkal, hogy a ma jelenlevők lássák, mi történt velünk....Orosz katona - Kálmán Imre: Cirkuszhercegnő....Gróf Saskusin - Révész Gy. István: Az első harminchat óra....Pollo - Taar Ferenc: Nap a város felett.... - Danek: Negyven gazfickó meg egy maszületett bárány....Kobak - Svarc: A sárkány....Börtönőr - Molnár Ferenc: Liliom....Berkovics - Babay József: Három szegény szabólegény....Pamut István - Brecht: Galilei élete....II. Tanácsúr - Weiss: Jean Paul Marat üldöztetése és meggyilkoltatása, ahogy a charentoni elmegyógyintézet színjátszói előadják De Sade úr betanításában....Kokó - Heltai Jenő: A néma levente....Ajtónálló; Galeotto Marzio - Révész Gy. István: Például Caius....Terentius - Lunacsarszkij: A felszabadított Don Quijote....Rodrigo Paz - Gárdonyi Géza: Ida regénye....Bisi - Dürrenmatt: Angyal szállt le Babilonba....Ali - Schönthan: A szabin nők elrablása....Raposa Bogdán borkereskedő - Bulgakov-Majakovszkij: Rein mérnök álma (Boldogság)....Rendőr - Jacobi Viktor: Leányvásár....Kocsmáros; seriff - William Shakespeare: VI. Henrik....Clarence - Hacks: A lobositzi csata....Zitteman - Williams: Az ifjúság édes madara....Dan Hatcher | - Feydeau: Bolha a fülbe....Camille Chandebise; Doktor - Strauss: A cigánybáró....Hivatalnok I.-II.; Lámpagyújtogató - Kerekes Imre: Kapaszkodj Malvin, jön a kanyar....Szovjet katona - Móra-Katona: Mindenki Jánoskája....Csicsmár - Miller: A salemi boszorkányok....Hawthorne bíró - Schwajda György: Nincs többé iskola....Morgó - Molnár Ferenc: A doktor úr....Cseresznyés - Anouilh: Becket, vagy Isten becsülete....Barát - Thurzó Gábor: Holló és sajt, avagy van pápánk....A remete - Gozzi: Turandot, a kínai hercegnő....Barach - Fényes Szabolcs: Maya....Impresszárió - Kálmán Imre: Montmartre-i ibolya....Páholynyitogató - Fall: Sztambul rózsája....Szállodaigazgató - Maugham: Imádok férjhez menni....Taylor - Behan: A túsz....Mr. Mulleady - William Shakespeare: Sok hűhó semmiért....Zablepény - Nóti Károly: Nyitott ablak....Sámson - Bernstein: West Side Story....Krupke - William Shakespeare: IV. Henrik....Poins - Mihura: Három cilinder....Orvvadász - Bock: Hegedűs a háztetőn....Csendbiztos - William Shakespeare: Hamlet....4. Színész Lucianus szerepében - Monnot: Irma, te édes....Elnök; Utazó - Bart: Olivér....Grimwig - Lehár Ferenc: A víg özvegy....Bogdanowitsch - Ribakov: Az arbat gyermekei....Tisztviselő - Böhm-Korcsmáros: A kőszívű ember fiai....Generális - Eisemann Mihály: Én és a kisöcsém....Végrehajtó - Kesey: Kakukkfészek....Scanlon - Gorkij: Éjjeli menedékhely.... - Barré-Keroul: Léni néi.... - Dürrenmatt: A nagy Romulus....Nadrággyáros - Wesker: Konyha....Főpincér - Birinszkij: Bolondok tánca....Rendőr - Hasek: Svejk....Palivecz; Karnagy; Illető; III. szimuláns - Bulgakov: Molière....Frater Fidelitas 'hűség' - Zalán Tibor: Bevíz úr hazamegy, ha....Apa - Kárpáthy Zoltán: Koldus és királyfi.... - Molière: Tartuffe....Rendőr - Szép Ernő: Lila ákác.... - Rostand: A sasfiók.... - Miller: Az ügynök halála (Fejének belseje).... - William Shakespeare: Falstaff....Blunt; Főbíró; Hallga - Thomas: Charley nénje....Brasett - Bulgakov: A Mester és Margarita....Rimszkij - Hall: Pipifarm....Edsel - Paszternak: Doktor Zsivago....Mozdonyvezető - Wilde: Bunbury....Merriman - Molnár Ferenc: Egy, kettő, három....Graef - William Shakespeare: Rómeó és Júlia....János barát - William Shakespeare: Otelló Gyulaházán....Simon Béla - Snow: Rongyláb....Harry Clark igazgató - Austen: Büszkeség és balítélet....Sir William |

### Rendezőként
A Színházi Adattárban regisztrált bemutatóinak száma: 6.
- Presser Gábor: Képzelt riport egy amerikai popfesztiválról (1974)
- Feydeau: Bolha a fülbe (1976)
- Zelk Zoltán: Az ezernevű lány (1976)
- Collodi: Pinokkió, a hosszúorrú fabáb története (1978)
- Dorfer-Zettel: Josef Lang, cs. és kir. hóhér (1979)